# Сафван
Сафван (араб. صفوان‎) — населённый пункт в Ираке в провинции Басра на границе с Кувейтом. Через него проходит шоссе, соединяющее Басру с Эль-Кувейтом, которое после Войны в Заливе стало известно как «Шоссе смерти». Именно в Сафване в 1991 году прошли переговоры о перемирии между американским главнокомандующим Норманом Шварцкопфом и иракским генерал-лейтенантом Султан Хашим Ахмадом, командовавшим III корпусом.